# بودون (جورجیا)
بودون، جورجیا (به انگلیسی: Bowdon, Georgia) یک شهر در ایالات متحده آمریکا با جمعیت ۲٬۰۴۰ نفر است که در جورجیا واقع شده‌است.

## موقعیت جغرافیایی
موقعیت جغرافیایی شهرها و مناطق اطراف به شرح زیر است:

## نگارخانه

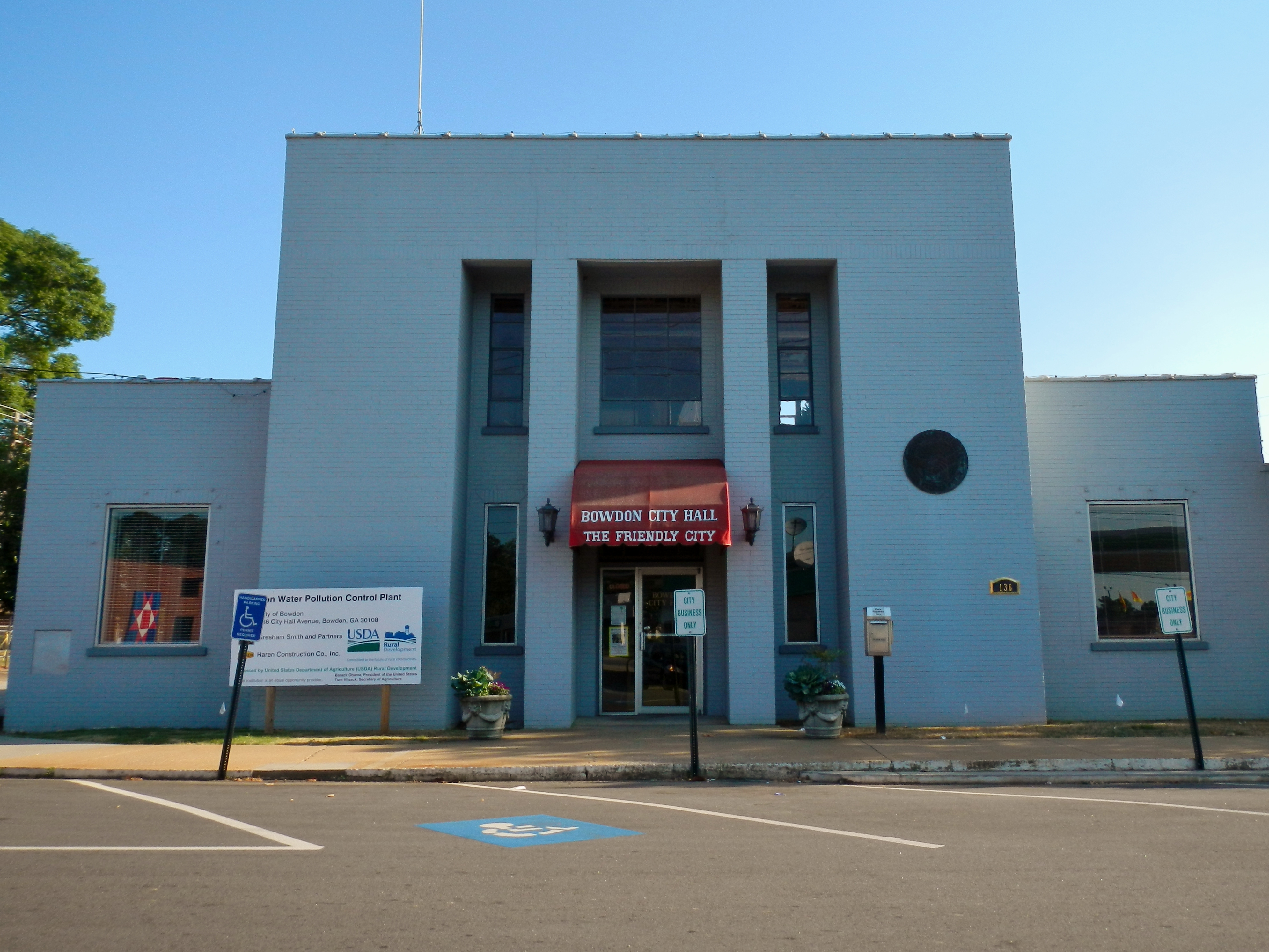
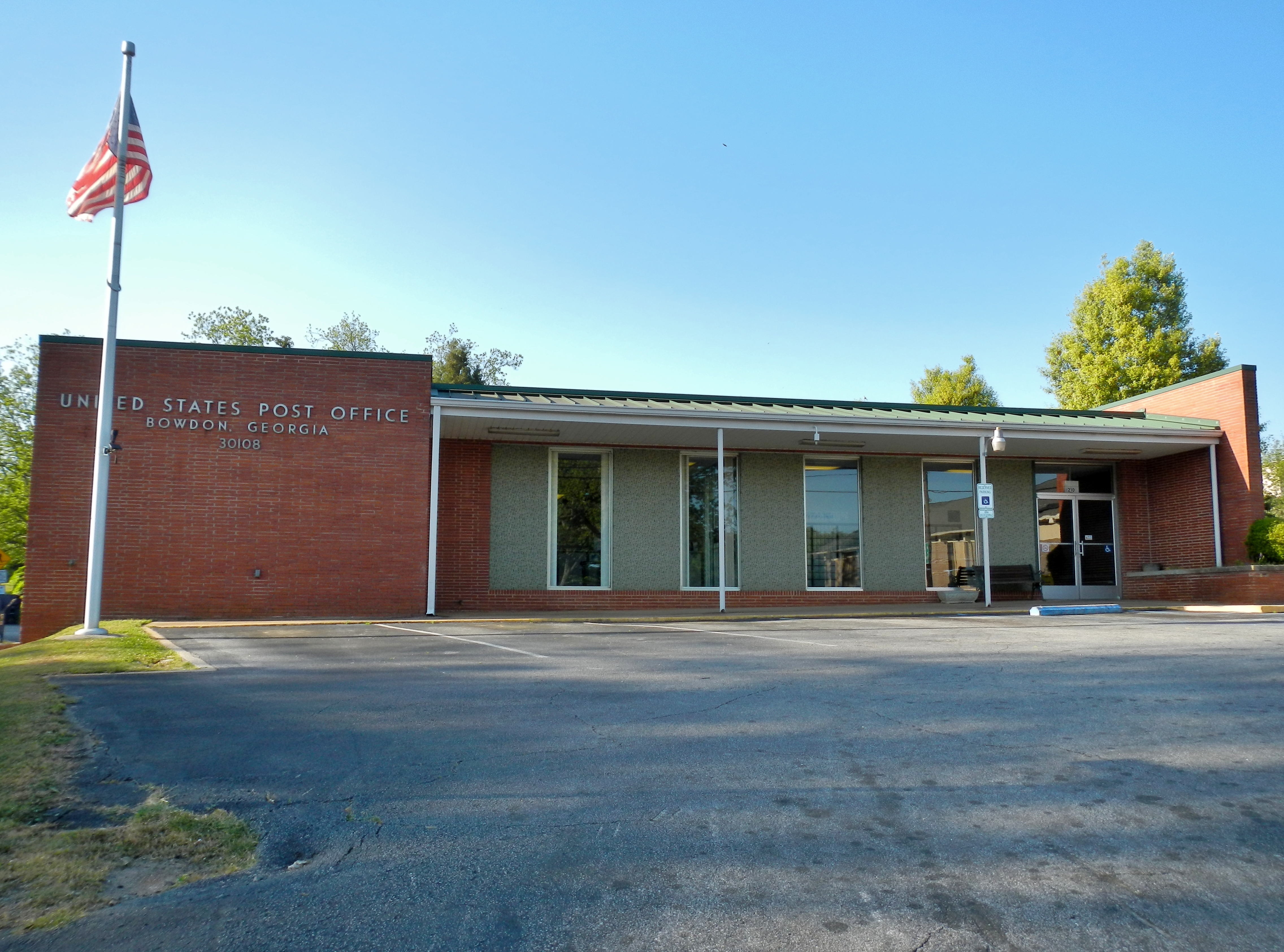
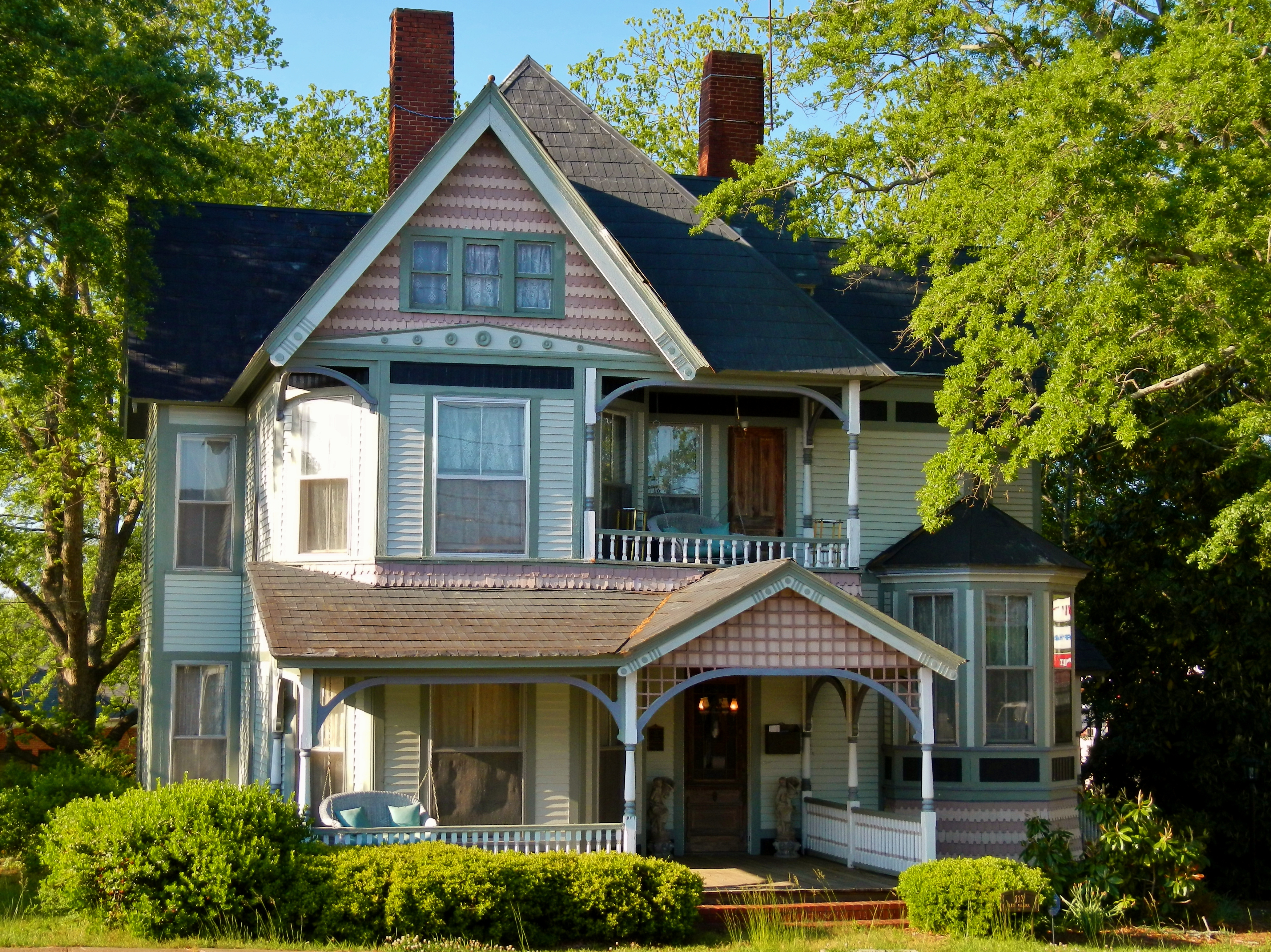
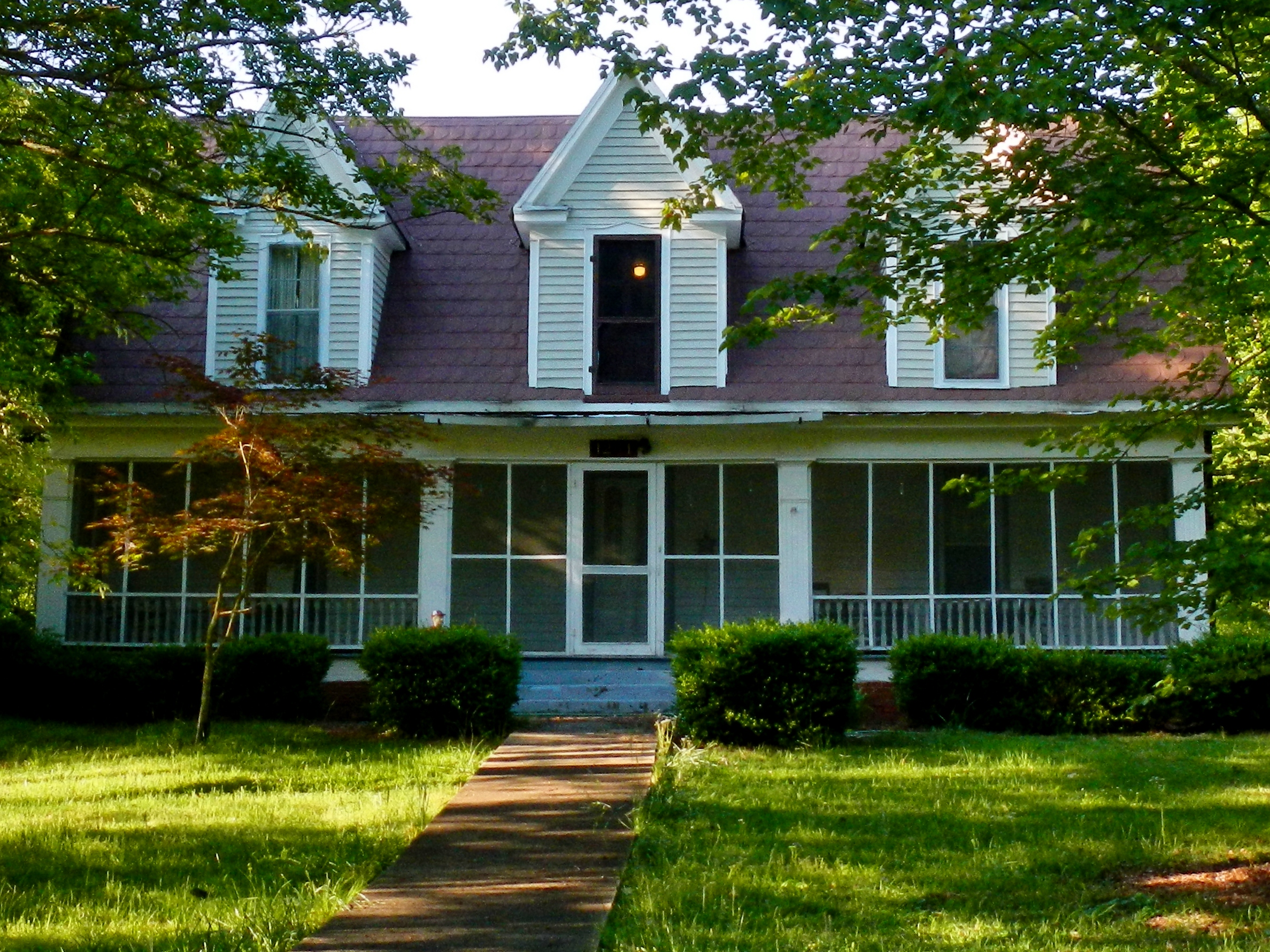
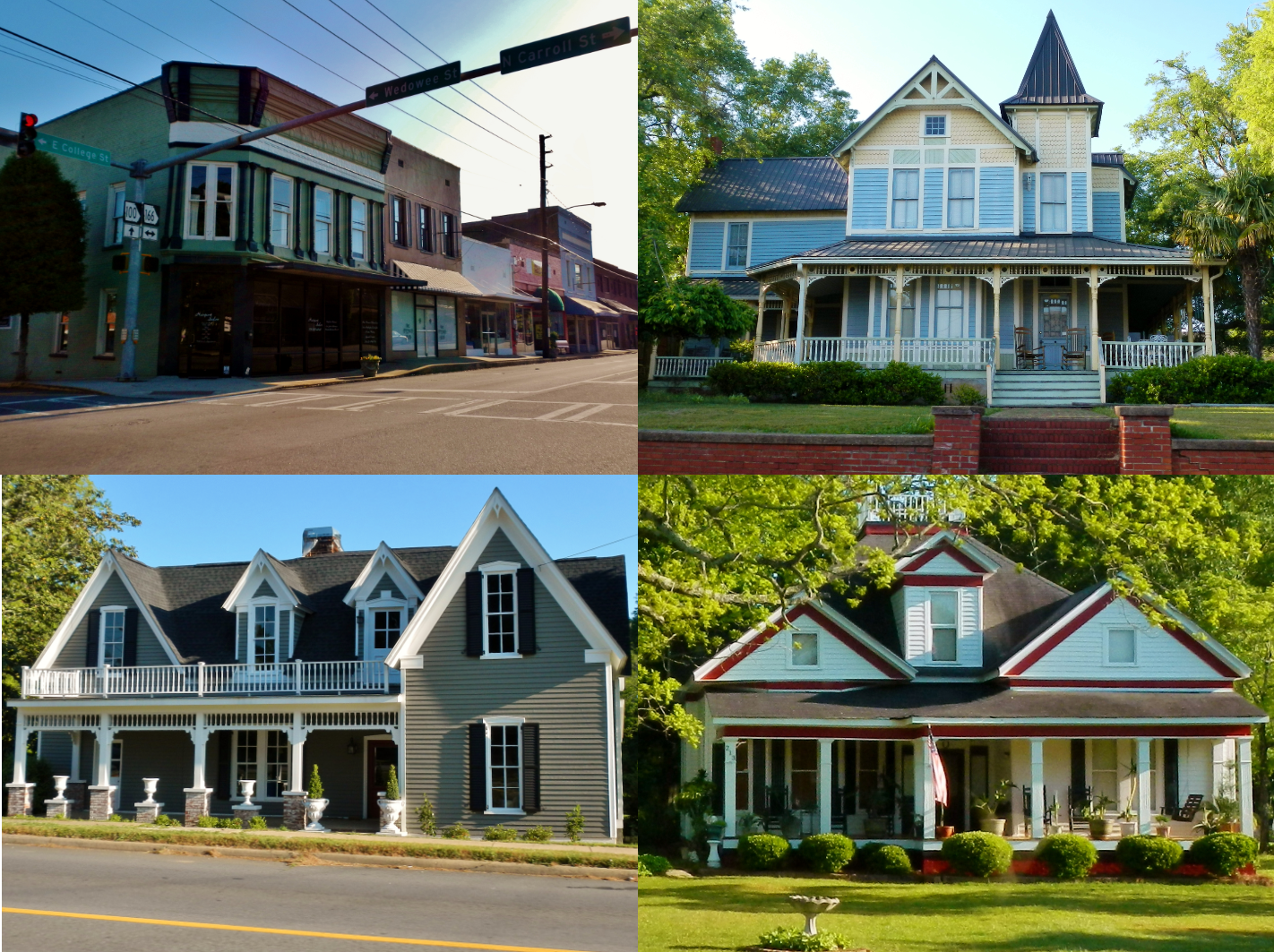